# Oberau (Gemeinde Schwarzenbach)
Die Oberau ist eine Rotte der Marktgemeinde Schwarzenbach im Bezirk Wiener Neustadt-Land in Niederösterreich.

## Geografie
Oberau liegt in der gleichnamigen Flur, am östlichen Rand der Buckligen Welt im niederösterreichischen Industrieviertel. Der Ort liegt westlich des Markts Schwarzenbach auf 460 m ü. A., am Horaubach von Wiesmath her kommend. Der Ort Plettenhof der Gemeinde Wiesmath grenzt direkt an Oberau an.
Nachbarorte:
| Haaghöfe (Hochwolkersdorf (Zerstreut), Gem. Hochwolkersdorf) |                                             | Schwarzenbach-Föhrensiedlung |
| Horau Hölle (Gemeinde Wiesmath)                              | Kompassrose, die auf Nachbargemeinden zeigt | Schwarzenbach-Markt          |
|                                                              |                                             | Schön                        |

## Geschichte
Laut Adressbuch von Österreich waren im Jahr 1938 in Oberau mehrere Landwirte mit Direktvertrieb ansässig.

### Ortsname
Die Oberau ist eine der höchstgelegenen Auen Schwarzenbachs, was wahrscheinlich auch der gleichnamigen Rotte den Namen gab.
Eine ältere Schreibweise des Ortsnamens ist Ober Aue. In der Josephinischen Landesaufnahme wird der Ort auch Dorf Oberau genannt, auch die Schreibweise Ober-Au findet sich.

### Historische Landkarten

Schwarzenbach und seine Rotten (Aufnahmeblätter der Josephinischen Landesaufnahme und der Franzisco-Josephinischen Landesaufnahme)
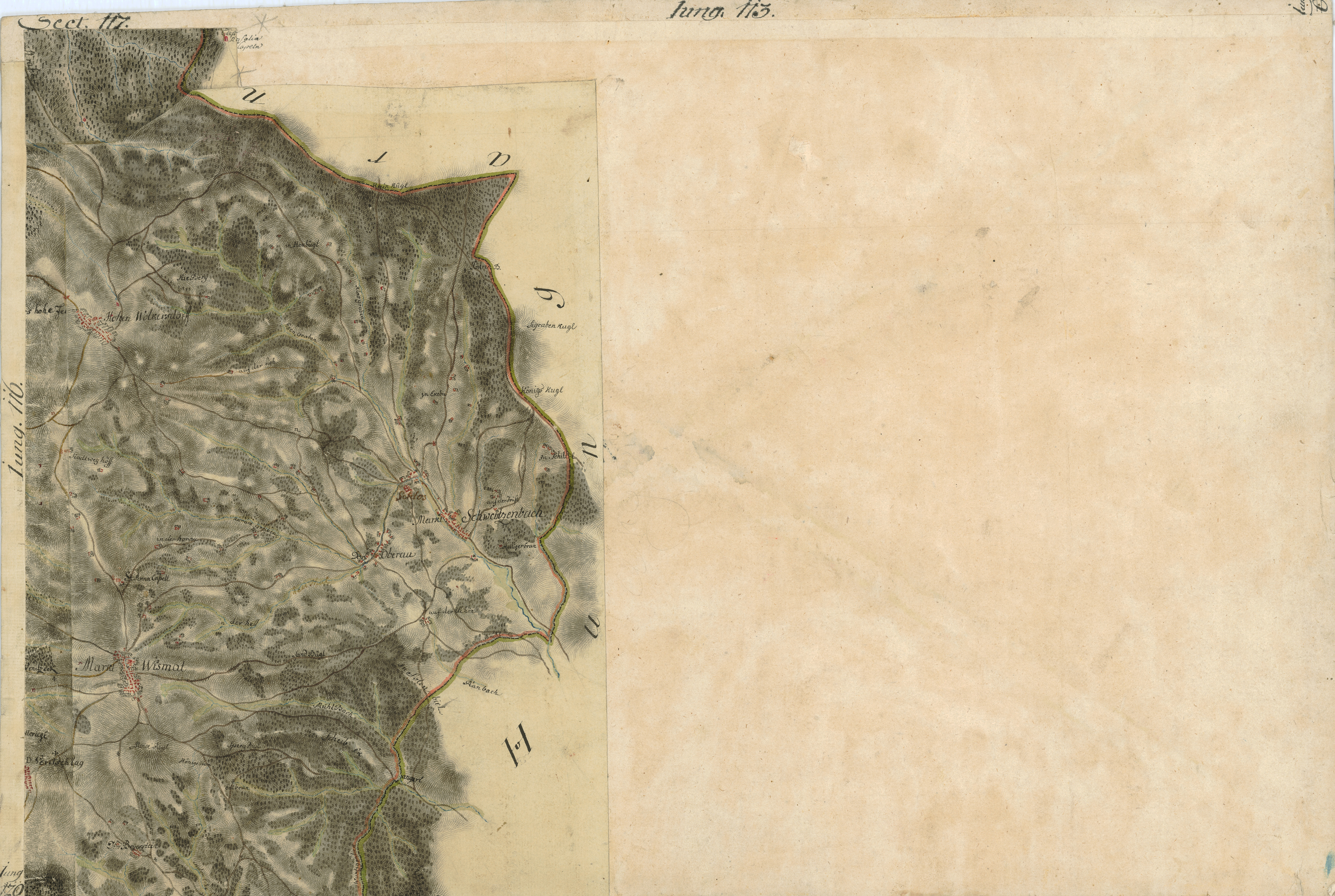
Um 1780: Dorf Oberau auf der Karte der Josephinische Landesaufnahme (an der kgl. Ungarischen Grenze)
1880: Ober-Au (ganz rechts unten) und nordwestliche Umgebung von Schwarzenbach